# Katastralgemeinde Osterwitz (Gemeinde Sankt Georgen am Längsee)
Die Katastralgemeinde Osterwitz ist eine von sechs Katastralgemeinden der Gemeinde Sankt Georgen am Längsee im Bezirk Sankt Veit an der Glan in Kärnten. Sie hat eine Fläche von 1.886,73 ha.
Die Katastralgemeinde gehört zum Sprengel des Vermessungsamtes Klagenfurt.

## Lage
Die Katastralgemeinde liegt im Süden Gemeinde Sankt Georgen im Längsee, im Süden des Bezirks Sankt Veit an der Glan, südöstlich des Bezirkshauptorts. Landschaftlich umfasst sie im Norden Teile der Launsdorfer Senke sowie im Süden die Nordabhänge des Magdalensbergs. Die Katastralgemeinde erstreckt sich über eine Höhenlage von 503 m ü. A. am Nordwestrand der Katastralgemeinde bis zu 1032 m ü. A. an der Südgrenze der Katastralgemeinde.

## Ortschaften
Auf dem Gebiet der Katastralgemeinde Osterwitz liegen die Ortschaften Hochosterwitz, Kreutern, Labon, Maigern, Niederosterwitz, St. Martin und St. Sebastian.

## Vermessungsamt-Sprengel
Die Katastralgemeinde gehört seit 1. Jänner 1998 zum Sprengel des Vermessungsamtes Klagenfurt. Davor war sie Teil des Sprengels des Vermessungsamtes St. Veit an der Glan.

## Geschichte
Ende des 18. Jahrhunderts wurden die Kärntner Steuergemeinden (später: Katastralgemeinden) gebildet und Steuerbezirken zugeordnet. Die Steuergemeinde Osterwitz wurde Teil des Steuerbezirks Osterwitz.
Im Zuge der Reformen nach der Revolution 1848/49 wurden in Kärnten die Steuerbezirke aufgelöst und Ortsgemeinden gebildet, die jeweils das Gebiet einer oder mehrerer Steuergemeinden umfassten. Die Steuer- bzw. Katastralgemeinde Osterwitz wurde Teil der Gemeinde Sankt Georgen. Die Größe der Katastralgemeinde wurde 1854 mit 3.278 Österreichischen Joch und 925 Klaftern (ca. 1.887 ha, entspricht also der heutigen Fläche) angegeben; damals lebten 494 Personen auf dem Gebiet der Katastralgemeinde.
Die Katastralgemeinde Osterwitz gehörte ab 1850 zum politischen Bezirk Sankt Veit an der Glan und zum Gerichtsbezirk Sankt Veit an der Glan. Von 1854 bis 1868 gehörte sie zum Gemischten Bezirk Sankt Veit an der Glan. Seit der Reform 1868 ist sie wieder Teil des politischen Bezirks Sankt Veit an der Glan und des Gerichtsbezirks Sankt Veit an der Glan.

## Siedlungsentwicklung
Zum Jahreswechsel 1979/1980 befanden sich in der Katastralgemeinde Osterwitz insgesamt 116 Bauflächen mit 78.771 m² und 137 Gärten auf 330.754 m², 1989/1990 gab es 103 Bauflächen. 1999/2000 war die Zahl der Bauflächen auf 218 angewachsen und 2009/2010 bestanden 139 Gebäude auf 218 Bauflächen.

## Bodennutzung
Die Katastralgemeinde ist landwirtschaftlich geprägt. 697 Hektar wurden zum Jahreswechsel 1979/1980 landwirtschaftlich genutzt und 1111 Hektar waren forstwirtschaftlich geführte Waldflächen. 1999/2000 wurde auf 632 Hektar Landwirtschaft betrieben und 1190 Hektar waren als forstwirtschaftlich genutzte Flächen ausgewiesen. Ende 2018 waren 553 Hektar als landwirtschaftliche Flächen genutzt und Forstwirtschaft wurde auf 1199 Hektar betrieben. Die durchschnittliche Bodenklimazahl von Osterwitz beträgt 43 (Stand 2010).